# Seneca (Missouri)
Seneca è un comune degli Stati Uniti d'America, situato nello Stato del Missouri, nella contea di Newton.